# Cagayan Sulu
Cagayan Sulu is het grootste eiland van de gemeente Mapun in de Filipijnse provincie Tawi-Tawi. Het eiland ligt in de Suluzee midden tussen de Sulu-eilanden en Palawan in.

## Geografie

### Topografie en landschap
Het eiland ligt op zo'n 255 kilometer ten noordwesten van de provinciehoofdstad Bongao, op zo'n 392 kilometer van westen van Zamboanga City, op 190 kilometer ten zuidoosten van Palawan en op 100 kilometer ten noordoosten van de kust van Sabah (Maleisië).
Het hoogste punt van het heuvelachtige eiland is 310 meter. Op het eiland zijn drie meren. Lake Danao, Lake Singuang en Lake Sapah zijn respectievelijk 24, 48 en 69 hectare groot.

### Bestuurlijke indeling
Het eiland Cagayan Sulu ligt in de gemeente Mapun. Deze gemeente behoort, ondanks de vrij grote afstand tot de overige eilanden, tot de provincie Tawi-Tawi. De provincie Tawi-Tawi is weer ingedeeld in regio ARMM (Autonomous Region in Muslim Mindanao). Het eiland omvat de volgende barangays:
| - Boki - Duhul Batu - Erok-erok (deels) - Guppah - Kompang - Liyubud - Lubbak Parang - Lupa Pula | - Mahalo - Pawan - Sapa - Sikub (deels) - Tabulian - Tanduan (deels) - Umus Mataha |